# Steg-Hohtenn

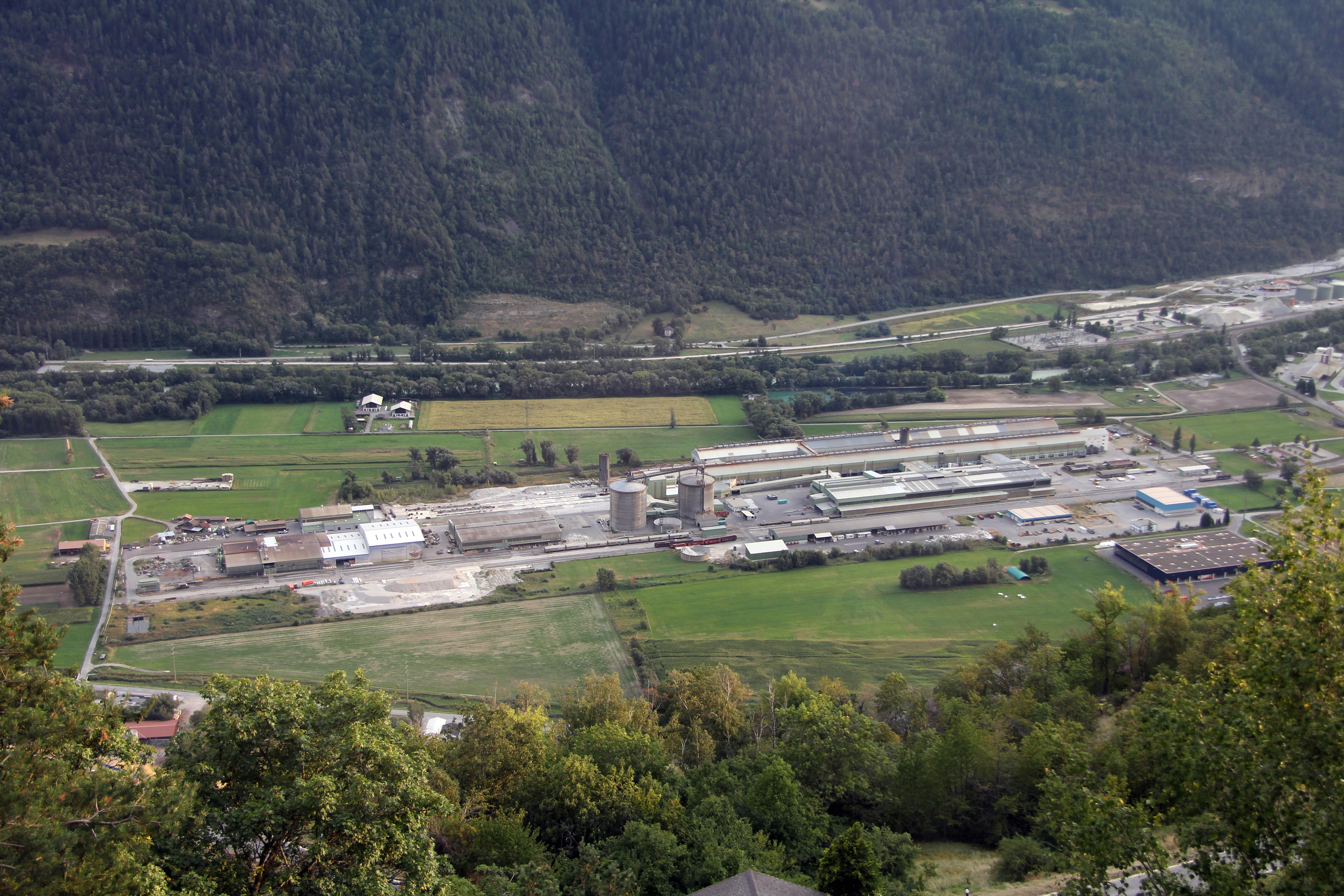
Constellium de Steg

Steg-Hohtenn ist eine Munizipalgemeinde und eine Burgergemeinde im Schweizer Kanton Wallis. Sie gehört zum Bezirk Westlich Raron.

## Geographie und Verkehr
Steg-Hohtenn liegt im deutschsprachigen Teil des Kantons Wallis und besteht aus den Dorfschaften Steg, ca. 1500 Einwohner, und Hohtenn, ca. 200 Einwohner. Die Gemeinde ist ein typischer Wohnort ohne grossen Tourismus sowie ein wichtiger Standort für Industrie und Gewerbe im Oberwallis.
Das Dorf Steg liegt am südlichen Talausgang des Lötschentals. Im Westen grenzt Steg an den Fluss Lonza, welcher gleichzeitig die Bezirksgrenze markiert, und die Grenze zum Dorf Gampel. Das Dorf Hohtenn liegt auf einer Terrasse am östlichen Talausgang des Lötschentals rund 200 Meter über dem Rhonetal, oberhalb von Steg. Im Osten und Süden grenzt Steg-Hohtenn an die Gemeinde Niedergesteln, im Norden an die Gemeinde Ferden im Lötschental.
Die Gemeinde verfügt über einen Bahnhof (Gampel-Steg) an der Simplonlinie und eine Haltestelle (Hohtenn) an der Lötschberg-Bergstrecke. Der Bahnhof Hohtenn ist Ausgangspunkt des bekannten BLS-Südrampe-Wanderwegs nach Ausserberg-Eggerberg-Brig. Zudem verbinden Buslinien die Gemeinde mit Visp, Leuk und dem Lötschental. Zudem verfügt die Gemeinde über zwei Halbanschlüsse an der A9.

## Geschichte
Steg-Hohtenn ist am 1. Januar 2009 aus dem Zusammenschluss der beiden Gemeinden Steg und Hohtenn entstanden. Die Fusion basiert auf einem Beschluss der Stimmbürger beider Gemeinden vom 16. Dezember 2007.

## Gemeindepräsidenten
| Amtszeit  | Name             | Partei    |
| --------- | ---------------- | --------- |
| 2009–2020 | Philipp Schnyder | CSP       |
| 2021–     | Astrid Hutter    | Die Mitte |